# 巷說百物語
《巷說百物語》為日本小說家京極夏彥所著的時代小說、以及此作品的系列名。1999年由角川書店的季刊妖怪雜誌《怪》開始連載，直到現在已連載到系列第7作《了巷說百物語》；2000年以後陸續被改編為漫畫、動畫、電視劇等。其中第3作《後巷說百物語》得到2003年第130回直木獎。其後2011年《西巷説百物語》也獲得第24回柴田鍊三郎獎。2022年《远巷说百物语》获得第56届吉川英治文学奖。系列作品出版順序為『巷說百物語』、『續』、『後』、『前』、『西』、『远』和完結篇的『了』。

## 簡介
故事背景為江戶時代末期，描述一群只要有錢，就能故布成妖怪作祟的方式幫人解決疑難雜症、或消除怨念的惡棍小團體如何活躍。而作者的另一系列《京極堂》，是以合乎科學、邏輯的方式，將看似妖怪所造成的奇妙事件抽絲剝繭後再解決；本系列的特色則是將人心的不安偽裝成妖怪作怪來處理問題。
《巷說百物語》與《續巷說百物語》是以年輕的通俗作家山岡百介為中心，在一個偶然的機緣下被捲入御行又市等人的裝神弄鬼事件，並在此後與那夥人牽扯不清。
《後巷說百物語》的背景則是維新後的明治時代，描寫四個欲解決在地方上議論紛紛之奇妙事件的男人們，以及幫他們出主意的「一白翁」，即山岡百介的陳年往事；《前巷說百物語》則是又市年輕時在江戶和以前同伴設局的故事，並隸屬於根岸町的損料屋 閻魔屋。
作品中登場的妖怪出處，為竹原春泉所繪的日本畫集《繪本百物語》。

## 主要登場人物
山岡百介（又稱考物百介）（動畫版聲優：關俊彥）
本作主人公，為撰寫兒童謎題的年輕作家，立志將從各地蒐集而來的奇聞怪談，撰寫成「巷說百物語」，藉著遊歷諸國蒐集筆下的題材。個性溫和敦厚，喜愛閱讀，懂得許多鄉野奇譚和妖怪神話的知識，故在遭逢常人難解的事情時，經常認為是妖怪作祟。本為某位御先手鐵炮組窮同心的次子，但由於幼時家境貧寒，故被交給蠟燭批發商生駒屋的老闆撫養成人，直至養父母過世後，便將店鋪委由掌櫃經營，自己則過著隱居的生活。故事初期的旅途期間，於躲雨時邂逅又市為首的三人組，進而和又市等人結下不解之緣。
又市（小股潛又市、御行又市、賣雙六的又市）（動畫版聲優：中尾隆聖）
頭繫白色修行巾，身著白色衣袍，隨身攜帶偈箱的男子。來自武州，最常居住的地方為江戶麴町的念佛長屋，個性精明冷靜，精於騙術且口才極佳，擅於洞悉人心，不相信神佛鬼怪的存在。表面上是個以賣符咒維生的御行，實際上是個四處招搖行騙的騙子。經常夥同阿銀和治平設局引誘過去曾做過虧心事的當事者，待當事者自投羅網的時候，便迫使對方供出其所作的壞事，然後再將其滅口，並於事後準備符咒貼在當事者的屍體上，但又市本人並不好殺生，在設局中盡量避免他人死亡。在這之前於京都,大坂
阿銀（山貓廻阿銀）（動畫版聲優：小林沙苗）
臉型清瘦，肌膚淨白，有著眼角鮮紅的細長大眼，習慣身著江戶紫和服和草綠色半纏的美女。為四處流浪巡迴演出的女性傀儡師。茶道、花道、琴棋書畫乃至於歌舞皆無不精通。本為一流料亭的獨生女和稻荷坂祗右衛門所生的私生女，由於祗右衛門和料亭獨生女有私情的事情遭某位町方役人做為把柄威脅，加上祗右衛門欲向彈左衛門告發惡人罪狀未遂，反遭該名町方役人誣陷為擾亂社稷之惡事的元兇，最終導致阿銀的母親於15年前慘遭該名町方役人殺害，連作為生父的祗右衛門亦被栽贓為命案兇手，遭當局處以死刑導致家破人亡。失去家人的阿銀繼而四處輾轉流浪，加入又市等人的行列。後於「狐者異」篇章藉著又市等人的協助，如願報復弒親之仇。
治平（事觸治平）
林藏（靄船林藏）
德次郎（算盤/四玉德次郎）
小右衛門（御燈小右衛門）
仁藏(一文字狸/一文字屋仁藏)
統領京都大坂一帶不法之徒的大頭目。又市,林藏,玉泉坊,曾為其手下。
祇右衛門(稻荷坂祇右衛門)
玉泉坊（無動寺玉泉坊）
仲藏(長耳仲藏)

## 小說
- 《巷說百物語》（2004年11月23日出版 ISBN 9867427300）
- 《續巷說百物語（上）》（2008年2月13日出版 ISBN 9789861746036）
- 《續巷說百物語（下）》（2008年6月12日出版 ISBN 9789861747309）
- 《後巷說百物語（上）》（2010年2月26日出版 ISBN 9789862375105）
- 《後巷說百物語（下）》（2011年1月26日出版 ISBN 9789862870280）
- 《前巷說百物語（上）》（2012年9月29日出版 ISBN 9789862879047）
- 《前巷說百物語（下）》（2012年10月25日出版 ISBN 9789862879054）
- 《西巷說百物語（上）》（2018年12月24日出版 ISBN 9789864738533）
- 《西巷說百物語（下）》（2018年12月24日出版 ISBN 9789864738540）

以上中文版由台灣角川發行。

### 相關作品
古典改編作品
- 《嗤笑伊右衛門》（在《巷說百物語》之前的又市登場）
- 《偷窺狂小平次》（在《巷說百物語》之前的治平登場；又市僅名字出現）

京極堂系列
- 《狂骨之夢》（和《後巷說百物語》收錄的〈五位之光〉相關）
- 《鐵鼠之檻》（和《後巷說百物語》收錄的〈風之神〉相關）
- 《陰摩羅鬼之瑕》（和《後巷說百物語》收錄的〈五位之光〉及〈風之神〉相關）

## 電視動畫
以《京極夏彥 巷說百物語》之名自2003年10月開始在中部日本放送、RKB每日放送和中國放送等電視台播出，共13集。

作品中，作者本人親自幫「京極亭」此角色配音；前半段為沿襲原作的故事，後半段開始則帶有強烈的奇幻色彩。

### 製作人員
- 導演：殿勝秀樹
- 系列構成：藤岡美暢
- 劇本：高橋洋、神原裕
- 人物設計：宮繁之
- 動畫製作：TMS Entertainment

### 主題曲
- 片頭曲「The Flame」

（歌：Keiko Lee，作詞：Donny Schwekendiek，作曲、編曲：Keiko Lee）
- 片尾曲「The Moment of Love」

（歌：Keiko Lee，作詞：Donny Schwekendiek，作曲、編曲：Keiko Lee）

### 各集標題
| 集數 | 中文翻譯           | 日文原文 |
| ---- | ------------------ | -------- |
| 1    | 洗豆妖             |          |
| 2    | 柳女               | ）       |
| 3    | 白藏主             |          |
| 4    | 舞首               |          |
| 5    | 鹽之長司           |          |
| 6    | 芝右衛門狸         |          |
| 7    | 帷子辻             |          |
| 8    | 野鐵砲             |          |
| 9    | 狐者異             |          |
| 10   | 飛緣魔             |          |
| 11   | 船幽霊             |          |
| 12   | 死神或七人岬・前篇 |          |
| 13   | 死神或七人岬・後篇 |          |

## 真人版電視劇

### 京極夏彥「怪」
2000年1月3日到9月15日於WOWOW播出的真人版；第一集於同年8月12日公開劇場，由松竹京都映畫負責。劇中登場的眾妖怪是從日本電影《さくや妖怪伝》而來，另外在和兩篇有作者親自演出「京極亭」一角。

#### 標題
- 第一集（京極夏彥客串演出）
- 第二集
- 第三集（大澤在昌客串演出）
- 第四集（雜誌《怪》的連載作家群：京極夏彥、水木茂、荒俣宏和宮部美幸客串演出）

#### 製作人員
- 導演：酒井信行
- 劇本：山田誠二、京極夏彥
- 音樂：栗山和樹
- 製作：C.A.L
- 製作協助：松竹京都映畫株式會社
- 播放電視台：WOWOW

#### 主要角色
- 御行又市：田邊誠一
- 山貓廻阿銀：遠山景織子
- 山岡百介：佐野史郎
- 事觸治平：谷啟

### Drama W 巷說百物語
2005年3月27日播出的《巷說百物語 狐者異》，和2006年4月的《巷說百物語 飛緣魔》皆為WOWOW的Drama W系列作品，也是導演堤幸彥的第一部時代劇作品，含有導演個人風格的喜劇成分。其中《巷說百物語 狐者異》有作者親自演出「八卦見」一角。

#### 製作人員
- 導演：堤幸彥
- 劇本：石川雅也
- 音樂：屋敷豪太
- 製作：、松竹京都映畫株式會社
- 製作協助：、角川書店、
- 監製：WOWOW
- 片尾曲（歌：安藤裕子）

#### 演員
- 又市：渡部篤郎
- 阿銀：小池榮子
- 山岡百介：吹越滿
- 治平：大杉漣

## 外部連結
日本角川書店官網
- （日語）「後巷說百物語」京極夏彥 –第130回直木獎得獎作-
- （日語）「前巷說百物語」京極夏彥 （页面存档备份，存于）

電視動畫
- （日語）TMS Entertainment官網「巷說百物語」 （页面存档备份，存于）
- （日語）中部日本放送官網「京極夏彥 巷說百物語」 （页面存档备份，存于）

真人版電視劇
- （日語）日本電視節目製作公司C.A.L官網「C.A.L -怪-」 （页面存档备份，存于）
- （日語）WOWOW官網「巷說百物語 狐者異」
- （日語）WOWOW官網「巷說百物語 飛緣魔」 （页面存档备份，存于）